# 홍복원
홍복원(洪福源, 1206년 ~ 1258년)은 고려의 무신, 군인이자 역신이며 원나라의 무신이다. 초명은 복량(福良)이다. 본래 당성(唐城) 사람이었으나 그 선조가 인주(麟州)로 이주했으며 부친 홍대순(洪大純)은 인주도령(麟州都領)을 지냈다. 시호는 충헌(忠憲)이다.

## 생애
- 1218년(고종 5) 고종 때 몽골이 강동성에 침입하였을 때 아버지 홍대순이 자진해 항복하여 적병을 불러들였다.

- 1231년(고종 18) 살리타이(한국 한자: 撒禮塔)가 쳐들어오자 서경 낭장으로 있으면서 적에게 항복하였다. 몽골군이 돌아간 뒤 그는 반란을 일으켜 붙잡혔으나 몽골로 도망가서 동경 총관이 되었다.

- 1232년 고려의 강화천도에 대한 보복으로 살례탑(撒禮塔)이 침공해왔을 때에도 북계를 근거지로 하면서 이에 협력하였으며, 때마침 살례탑이 처인성(處仁城: 龍仁)에서 사살당하여 몽고군이 철수하자 북계에 남아 진수하면서 몽고의 구원을 기다리고 있었다.

- 1233년 서경낭장(西京郞將)에 다시 임명되었다. 서경낭장의 직함을 가지고 있으면서 그는 필현보(畢賢甫)와 함께 선유사(宣諭使) 정의(鄭毅), 박녹전(朴祿全) 등을 죽이고 서경을 점령하고 반란을 일으켰다. 그해 12월 최이(崔怡)가 개인 사병 3,000명을 파견하고 북계병마사(北界兵馬使) 민희(閔曦)의 군사와 연대하여 그를 공격, 민희에게 토벌되어 필현보가 죽음을 당하고 그는 몽고로 도망해 들어가 요양(遼陽)‧심양(瀋陽) 등지에 거처하였다.

- 홍복원이 원나라로 망명하자 무신정권은 그의 아버지 홍대순, 처자(妻子), 동생 홍백수(洪百壽) 등을 사로잡고 나머지 백성들은 모두 바닷가 섬으로 이주시켰다. 원나라에서 동경 총관(東京惣管)에 임명되어 동북방에 부임하였으며 원나라에 투항한 40여 성(城)의 주민들이 모두 그의 휘하에 들어갔다.

- 1258년 몽골이 고려를 칠 때마다 그 앞잡이가 되어 들어오므로 '주인을 무는 개'라고 하였다. 후에 몽고에 볼모로 간 영녕공 준(永寧公綧)과 사이가 나빠지자 몽고 황족 출신인 영녕공 준의 부인이 황제에게 일러바침으로써 황제가 보낸 10여 명의 장사에게 맞아 죽었다.[1]

## 가족 관계
동생 홍백수는 한때 승려가 되었으나 홍복원이 원나라에서 고려로 온 뒤, 머리를 기르고 낭장에 임명되었다.
- 할아버지 : 홍제선
- 할머니 : 문씨, 문신우(文申祐)의 딸
- 아버지 : 홍대순
- 어머니 : 이름 미상
  - 동생 : 홍백수
    - 조카 : 홍선, 충혜왕의 후궁 화비 홍씨의 할아버지
      - 종손 : 홍탁, 충혜왕의 후궁 화비 홍씨의 친정아버지
      - 종손 : 홍수, 조선개국공신 홍길민의 증조부, 홍여방의 고조부
- 부인 : 미상
  - 아들 : 홍다구洪茶丘
  - 아들 : 홍군상洪君祥
  - 딸 : 이름 미상
  - 사위 : 장위(張暐)

## 관련 작품

### 드라마
- 《무신》(MBC, 2012년~2012년, 배우:이원재)

## 같이 보기
- 삼별초
- 삼별초의 난
- 홍대순
- 홍다구
- 흔도
- 김방경
- 우천석
- 홍백수
- 홍후
- 홍은열

## 참고
- 이승한, 고려 무인 이야기 3 (푸른역사, 2003)
- 최용범, 다시 쓰는 간신열전 (페이퍼로드, 2007)
- 이수광, 중국을 뒤흔든 우리 선조 이야기 (고려,조선편) (일송북, 2004)
- 유재하, 고려왕조사 3 (학문사, 2000)